# Orientskriktrast
Orientskriktrast (Argya caudata) är en asiatisk fågel i familjen fnittertrastar.

## Utseende
Orientskriktrasten är en 23 cm lång, brunfärgad fågel. Den är ostreckat vit på strupe och bröstmitt, medan ovansidan är längsstreckat brungrå. Ben och fötter är gulaktiga. Mycket lika afghanskriktrasten, ofta behandlad som en underart, skiljs på den kraftigare näbben, större storleken, blekare och gråare fjäderdräkt samt bröststreckningen.

## Utbredning och systematik
Orientskriktrast delas in i två underarter med följande utbredning:
- Argya caudata eclipes – förekommer i norra Pakistan (från Zhob till Kashmirgränsen)
- Argya caudata caudata – förekommer i östra Pakistan, Indien (förutom Himalaya och nordöstra Indien) och sydvästra Nepal; även på ön Rameswaram

Tidigare behandlades afghanskriktrast (A. huttoni) som en del av orientskriktrasten och vissa gör det fortfarande.

### Släktestillhörighet
Orientskriktrast placeras traditionellt i släktet Turdoides. DNA-studier visar dock dels att skriktrastarna kan delas in i två grupper som skilde sig åt för hela tio miljoner år sedan, dels att även de afrikanska släktena Phyllanthus och Kupeornis är en del av komplexet. Idag delas därför vanligen Turdoides upp i två släkten, å ena sidan övervägande asiatiska och nordafrikanska arter i släktet Argya, däribland orientskriktrasten, å andra sidan övriga arter, alla förekommande i Afrika söder om Sahara, i Turdoides i begränsad mening men inkluderande Phyllanthus och Kupeornis.

## Status och hot
Arten har ett stort utbredningsområde och en stor population med stabil utveckling och tros inte vara utsatt för något substantiellt hot. Utifrån dessa kriterier kategoriserar internationella naturvårdsunionen IUCN arten som livskraftig (LC), men inkluderar afghanskriktrasten i bedömningen. Världspopulationen har inte uppskattats men den beskrivs som ganska vanlig.